# Vulgarisation en physique
Les activités de vulgarisation en physique recouvrent des activités dans le domaine de la culture scientifique spécifiques à la physique, à la fois de vulgarisation au sens traditionnel du terme, mais aussi plus largement de médiation culturelle ou même parfois dans le domaine des Sciences de l'éducation. Elles regroupent une grande variété d'activités menées par différents acteurs : instituts de recherche, Universités, associations, musées et centres de culture scientifique. 

## Histoire
Dès la naissance de la physique moderne, des textes scientifiques ont eu l'ambition de présenter des découvertes de grands physiciens dans un langage accessible au grand public, par exemple Dialogue sur les deux grands systèmes du monde de Galileo Galilei.
Au milieu du XIXe siècle, le physicien et chimiste anglais Michael Faraday donna une série de 19 conférences visant les jeunes adultes pour décrire l'état de la science à l'époque. Il voulait à la fois éveiller la curiosité du public et générer des revenus pour la Royal Institution. Cette série de conférences connue sous le nom de Christmas lectures (en) continue encore aujourd'hui.

## Innovations récentes
De nombreuses initiatives récentes cherchent à aller au-delà des formats traditionnels de la vulgarisation de la physique. 
Plusieurs programmes de sciences citoyennes visent à impliquer le public dans des actions de recherche, notamment en astrophysique avec des programmes participatifs comme SETI@home ou Zooniverse.
Différentes actions et productions se sont développées autour des rapprochements entre art et science. Ces usages sont questionnés en particulier dans le champ de la physique par Jean-Marc Lévy-Leblond dans un ouvrage récent.
La captation de phénomènes physiques est également le siège de nombreuses innovations récentes. Les caméras ultra-rapide permettent de filmer des expériences de physique au ralenti. Certains outils de physique permettent également de nouvelles visualisations de certains phénomènes de physique, par exemple les microscopes à effet tunnel comme celui utilisé pour réaliser un film de vulgarisation  des chercheurs d'IBM.

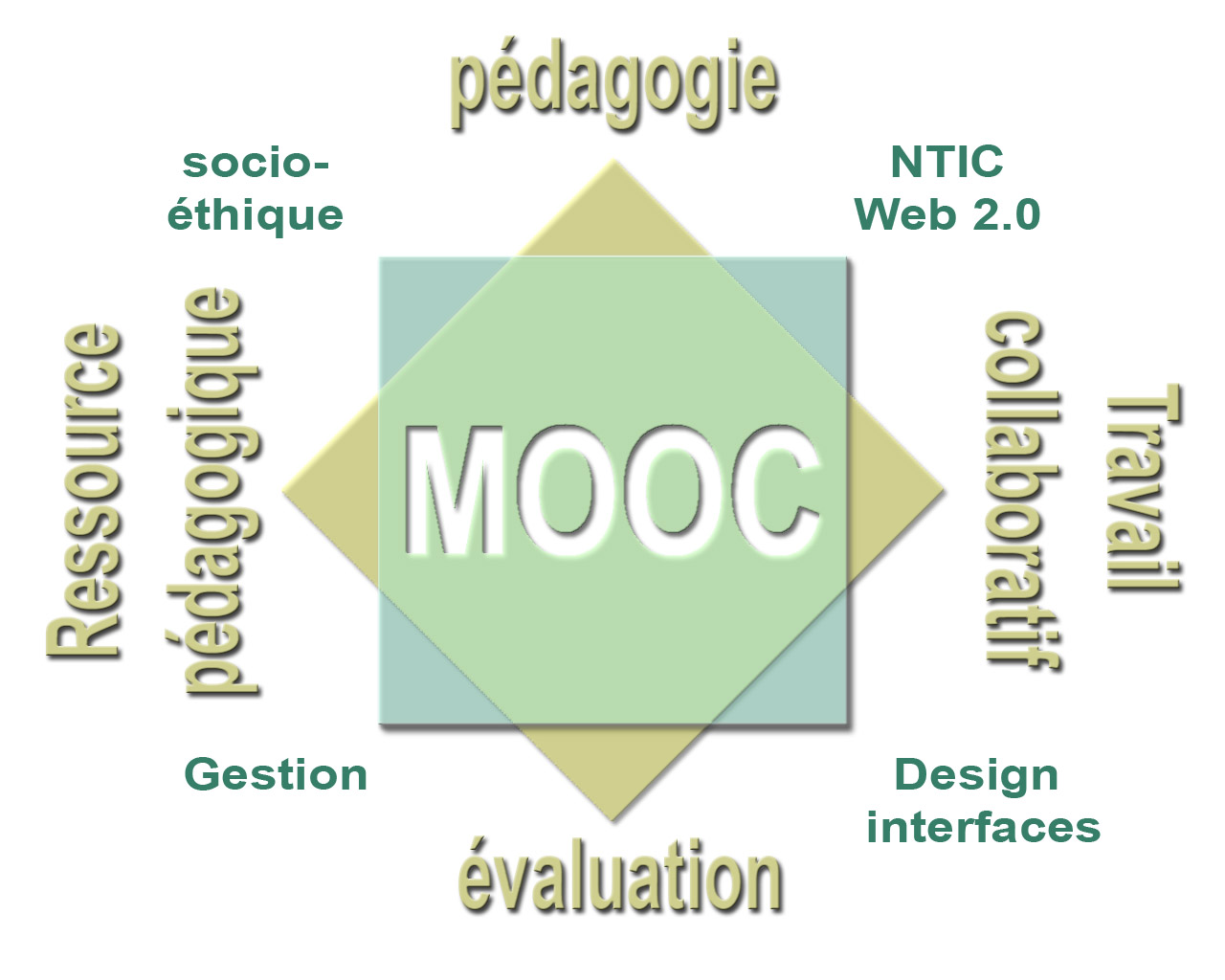
Schéma présentant huit concepts-clé d'un MOOC connectiviste, concernant la relation pédagogique (en beige) et les cadres techno-organisationnel et éthique (en bleu). La dimension collaborative s'appuiera par exemple sur des wikis permettant aux apprenants et enseignants d'améliorer chaque année les ressources et supports pédagogiques à disposition de tous, par exemple sur les grands wikis de la Wikimedia Foundation.

Des nouveaux formats sur internet se développent autour de la prise de parole des chercheurs à la fois sur des sujets de vulgarisation de physique, mais aussi sur leur vie de chercheur, à travers plusieurs blogs comme ceux regroupés dans le site agrégateur Cafe-Science, ou à travers l'utilisation de Twitter. De nouveaux formats courts de vidéos se développent pour expliquer la physique différemment (voir la section Vulgarisation de la physique dans les médias et sur internet). Des formats de type conférences et cours en ligne avec interaction via un forum intitulés MOOC sont développés, par exemple le MOOC Unisciel Quidquam[réf. non conforme] développé par Unisciel traitant de la physique au quotidien.
Différentes institutions s'impliquent dans des actions innovantes de la vulgarisation de la physique.
L'American Physical Society propose de nouveaux formats d'activités et de contenus sur internet à travers le site www.physicscentral.com, mêlant blogs, images, explications, podcasts.
L'Université de Cambridge a développé un programme pour montrer aux lycéens et collégiens l'utilisation de la physique dans la vie quotidienne[réf. non conforme].
Le programme français Inmediats[réf. non conforme] est un projet regroupant différents centres de culture scientifique français visant à repenser la diffusion de la culture scientifique et technique et imaginer de nouveaux modes d’accès et renouveler les pratiques, notamment en physique.
Les Petits Débrouillards est un réseau français regroupant des associations proposant des expériences scientifiques, en particulier de physique, privilégiant un aspect ludique, regroupées dans un wiki[réf. non conforme].
L'Académie des sciences (France) a développé le programme La main à la pâte, action originale entre vulgarisation et enseignement, visant à développer un enseignement des sciences fondé sur l’investigation à l’école primaire et au collège.
L'équipe de recherche « La Physique Autrement »[réf. non conforme] du Laboratoire de physique des solides (Université Paris-Sud et CNRS) développe de nouveaux modes de vulgarisation de la physique en collaboration avec des designers, des illustrateurs et des graphistes.
Roland Lehoucq développe des actions de vulgarisation - livres, conférences, chroniques - autour des liens entre la science-fiction et la physique.

## Musées et centres de culture scientifique liés à la physique

### Allemagne
- Le Deutsches Museum (Munich) est le plus grand musée de science au monde. Une des activités les plus populaires est la démonstration de la Cage de Faraday.

### Canada
- Le Centre des sciences de Montréal est un musée de sciences à Montréal (Québec, Canada) qui propose des activités impliquant de nombreux phénomènes physiques.

### Finlande
- Heureka (Helsinki) est un centre de science avec des expositions liées à la physique, notamment un récent programme sur la physique des particules.

### France

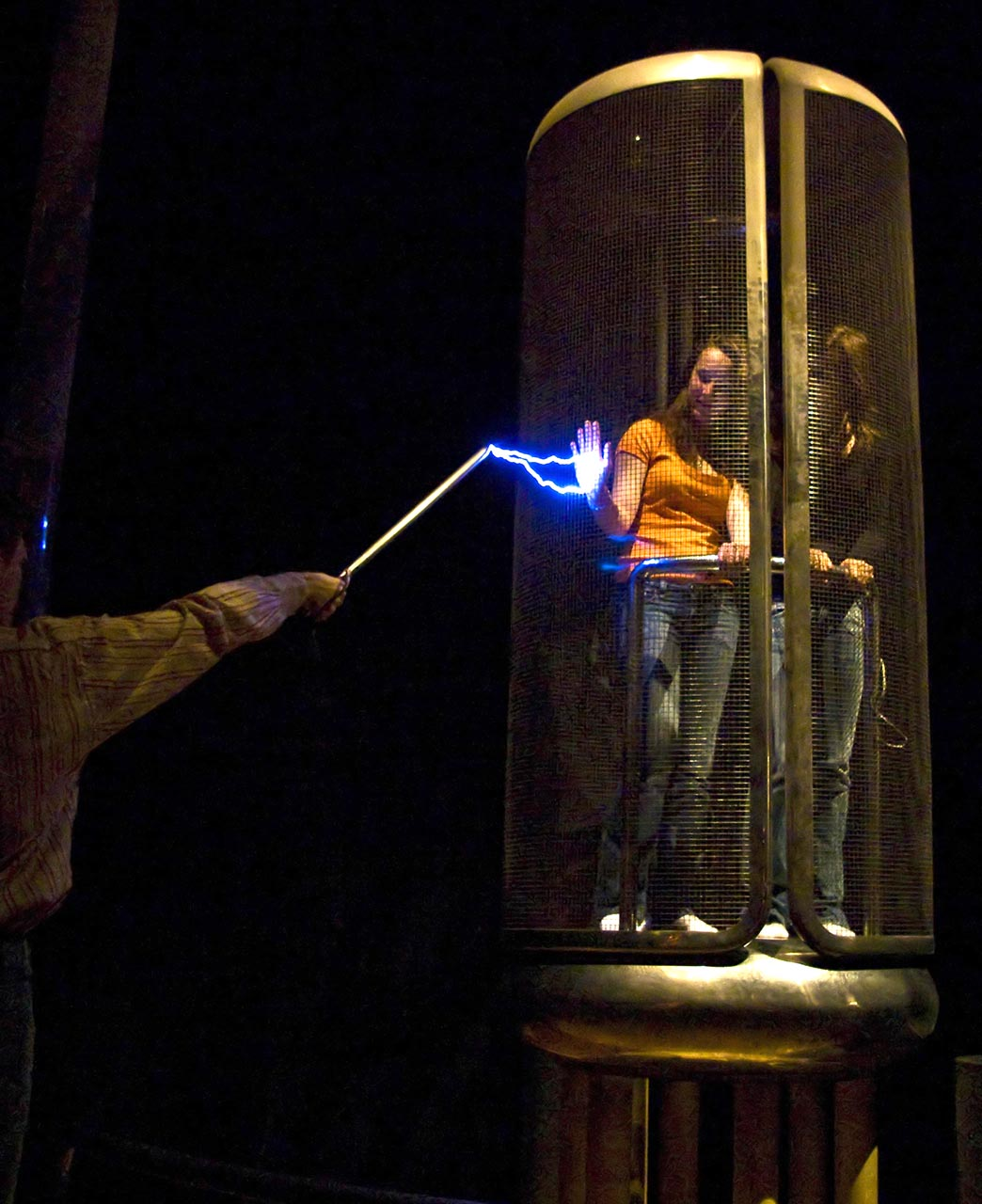
Expérience de la cage de Faraday au Palais de la découverte à Paris.

- La Cité des sciences et de l'industrie est le plus grand musée de sciences français. Localisée à Paris, elle propose des expositions permanentes et des activités ludiques et pédagogiques dans différents domaines de la physique: optique, acoustique, électromagnétisme, mécanique.
- Le Palais de la découverte (Paris) contient des expositions permanentes, des activités interactives, et en particulier des démonstrations scientifiques par des médiateurs. Il contient entre autres un planétarium avec un dôme de 15 mètres. Il a été créé en 1937 par le prix Nobel français Jean Baptiste Perrin.
- Le Musée des arts et métiers (Paris) est spécialisé dans le patrimoine des instruments scientifiques.
- De nombreux musées de sciences et Centre de culture scientifique, technique et industrielle recouvrent le territoire : Espace des sciences (Rennes), La Casemate (Grenoble), La Cité de l'espace (Toulouse), l'Exploradôme (Vitry-sur-Seine).

### Italie
- Le Musée des sciences et des techniques Léonard de Vinci (Milan) est le plus grand musée des sciences en Italie. Il propose des ateliers centrés entre autres sur la physique ou la chimie.

### Pays-Bas
- Le NEMO (Amsterdam) est le plus grand musée des sciences aux Pays-Bas.

### États-Unis
- L'Exploratorium (San Francisco) développe des ateliers interactifs entre science, art et technologies. Il a été ouvert en 1969 et attire des millions de visiteurs chaque année[13].

## Institutions scientifiques avec des programmes de vulgarisation en physique

### Allemagne
- Deutsche Physikalische Gesellschaft (DPG, German Physical Society) est la plus grande organisation de physiciens au monde. Le DPG participe activement à la communication et la vulgarisation de la science, dans des publications ou des événements comme les « Highlights of Physics », un festival annuel qui attire près de 30 000 visiteurs[14].

### Canada
- Le Perimeter Institute for Theoretical Physics créé en 1999 à Waterloo est un institut de recherche indépendant spécialisé dans l'étude de la physique théorique proposant des actions et des formations liés à la vulgarisation[15]

### États-Unis
- L'American Institute of Physics (AIP) a un programme de vulgarisation centré sur la mise en avant de la politique scientifique vers le grand public et au niveau du congrès des États-Unis.

### France
- La Société française de physique a une commission « Culture Scientifique »[16] qui propose une réflexion et soutient des actions de vulgarisation au niveau national ou à travers ses sections locales. Elle attribue également chaque année le Prix Jean Perrin
- L'Institut de Physique du CNRS développe des actions de vulgarisation en lien avec ses laboratoires, comme à l'occasion des 50 ans du Laser, des 100 ans de la supraconductivité ou de l'année internationale de la cristallographie en 2014.
- Le Commissariat à l'énergie atomique et aux énergies alternatives (CEA) propose des contenus liés à ses activités aux jeunes et aux enseignants.

### Royaume-Uni
- L'Institute of Physics est une institution internationale qui vise à développer l'enseignement, la recherche et les applications en physique[17].

## Vulgarisation de la physique dans les médias et sur internet

### Télévision
- The Big Bang Theory est une sitcom américaine créée en 2007 qui porte sur la vie de physiciens au California Institute of Technology. En 2014, cette sitcom était la plus populaire et le programme (hors sport) le plus populaire de la télévision américaine, avec une moyenne de 20 millions de spectateurs[18].

- C'est pas sorcier est un programme éducatif français depuis 1994. Une vingtaine d'épisodes ont porté sur l'astronomie et l'espace et 13 sur la physique.

- On n'est pas que des cobayes ! est un programme de vulgarisation français.

### Radio
- La Tête au carré est une émission scientifique quotidienne de radio présentée et produite par Mathieu Vidard depuis 2006 sur France Inter.

- Science Publique est une émission scientifique hebdomadaire de radio présentée par Michel Alberganti sur France Culture[19].

### Internet
- Minute Physics regroupe une série de vidéos de vulgarisation créées par Henry Reich et diffusées sur sa chaîne YouTube[20]. Chaque vidéo d'une minute explique un sujet de physique, une théorie ou un point particulier dans un format noir et blanc en stop-motion[5].
- Veritasium regroupe une série de vidéos créées par Derek Muller et diffusées sur sa chaîne youtube[21]. Les vidéos portent sur tous les sujets, en particulier la physique.
- Experiment boy regroupe une série de vidéos françaises diffusées sur experimentboyTV[22]. Les vidéos proposent une version ludique de la science.
- e-penser regroupe une série de vidéos françaises notamment sur la relativité et d'autres questions de physique[23].
- ScienceClic regroupe une série de vidéos françaises (depuis septembre 2018 également en anglais[24]) sur tous les concepts de la physique[25].
- Universcience.tv est une série de vidéos créées par Universcience, avec des interviews notamment sur la physique.
- Unisciel propose une série de  vidéos créées par les Universités Françaises.

## Personnalités connues pour leurs actions de vulgarisation de la physique

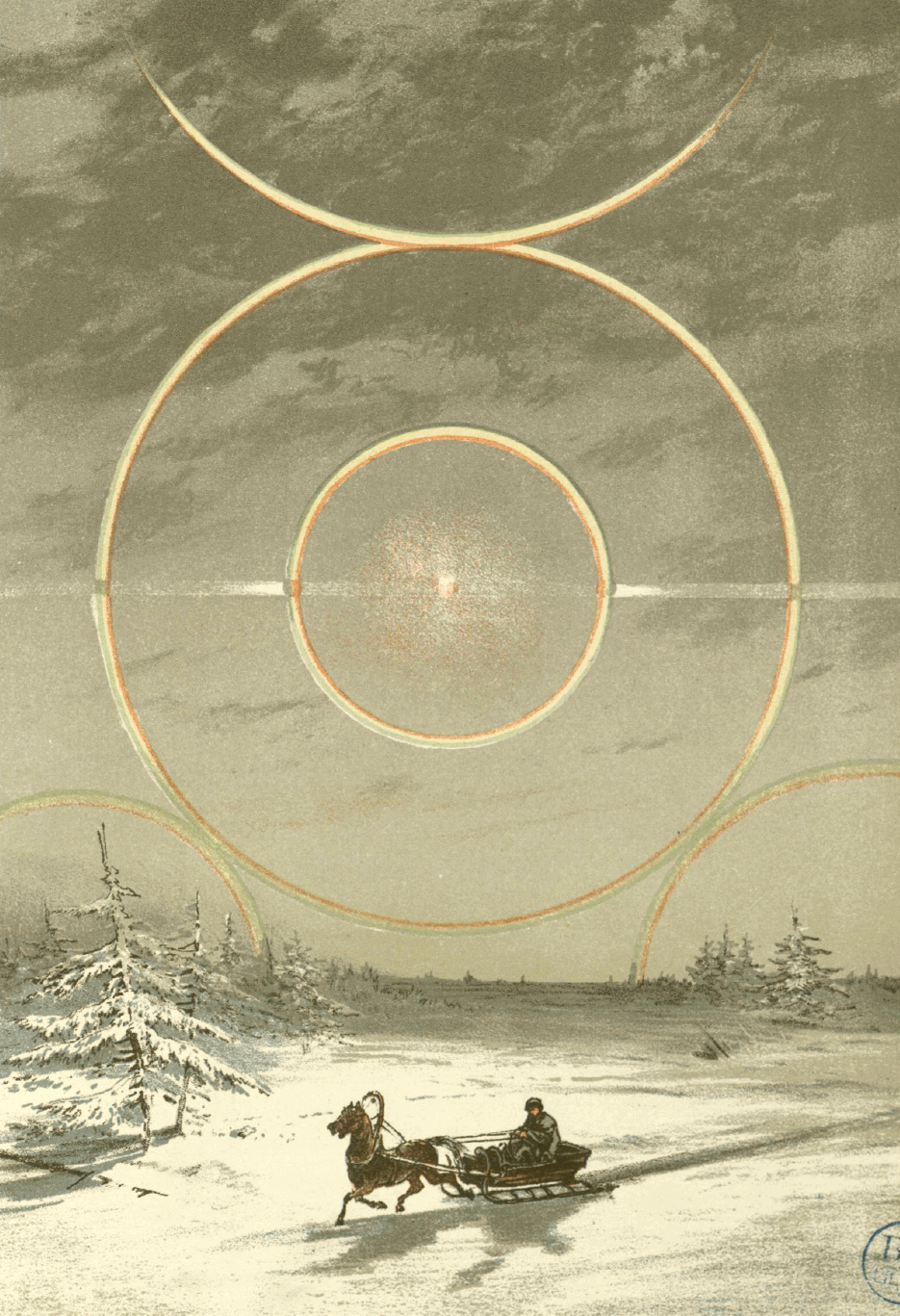
Illustration de L'Atmosphère : description des grands phénomènes de la nature, de Camille Flammarion (1873).

### France
- Camille Flammarion (1842-1925) est un astronome auteur de nombreux ouvrages de vulgarisation scientifique.
- Jean-Claude Pecker est un astrophysicien auteur de nombreux ouvrages de vulgarisation scientifique.
- Hubert Reeves (1932-) est un astrophysicien franco-canadien vulgarisateur de science.
- Étienne Guyon (1935-) est un physicien spécialiste de physique de la matière et de l'hydrodynamique, auteur d'ouvrages de vulgarisation scientifique sur l'astronome.
- Jean-Marc Lévy-Leblond (1940-) est un physicien et essayiste, auteur de nombreux ouvrages de vulgarisation notamment sur la physique ou sur les rapports entre art et science.
- André Brahic (1942-2016) est un astrophysicien auteur d'ouvrages de vulgarisation scientifique sur l'astronomie.
- Étienne Klein (1958-) est un physicien et philosophe des sciences français auteur de nombreux ouvrages de vulgarisation scientifique, notamment en physique des particules et physique quantique.
- Roland Lehoucq est un astrophysicien connu pour ses actions de vulgarisation, notamment pour relier la physique et la science-fiction.
- Jean-Michel Courty et Édouard Kierlik sont deux physiciens qui développent des conférences expérimentales et écrivent notamment la chronique « Idées de Physique » dans le magazine Pour la Science.
- Julien Bobroff est un physicien qui développe de nouveaux outils de vulgarisation de la physique, notamment en physique de la matière et en physique quantique[26].
- Denis Savoie est un astronome qui a été responsable du planétarium du Palais de la découverte. Il est aujourd'hui directeur de la médiation scientifique du Palais de la découverte et de la Cité des Sciences et de l'Industrie.
- Daniel Hennequin est un physicien spécialiste des lasers impliqué dans la création de vidéos pédagogiques et de MOOCs avec Unisciel.

### États-Unis
- Richard Feynman (1918-1988), Prix Nobel en physique théorique, est également connu pour ses livres et conférences de vulgarisation portant sur la physique.
- Carl Sagan (1934-1996), astrophysicien, a participé à de nombreuses actions de vulgarisation, notamment la création en 1980 de la série télévisée  Cosmos: A Personal Voyage.
- Georges Gamow (1904-1968) est un physicien russe, a créé le personnage de M. Tompkins, un employé de banque qui écoute des conférences scientifiques, puis fait des rêves dans lesquels les phénomènes les plus étranges de la physique (physique quantique, relativité) deviennent observables, car les constantes de la physique sont changées. Parmi ses ouvrages les plus célèbres, « M. Tompkins explore l'atome » et « M. Tompkins au pays des merveilles ».
- Michio Kaku (1947-) est un théoricien qui développe des actions de vulgarisation orientées également vers des projections futuristes, à travers les ouvrages « Physics of the Impossible » (2008), « Physics of the Future » (2011), et The Future of the Mind » (2014).
- Neil deGrasse Tyson (1958-) est un astrophysicien et vulgarisateur qui participe à de nombreuses émissions télé et radio.
- Brian Greene (1963-) est un physicien théoricien impliqué dans de nombreuses activités de vulgarisation. Il a co-fondé le World Science Festival en 2008.

## Prix et Récompenses
- Le Prix Michael Faraday pour la communication de la science au Royaume-Uni (Royal Society)
- Le Prix Jean-Perrin destiné à récompenser un effort particulièrement réussi de popularisation de la Science et de la Physique, attribué par la Société française de physique
- La Médaille_de_la_médiation_scientifique_du_CNRS récompense chaque année des lauréats dont les physiciens
- Le Klopsteg Memorial Award (en) présenté par l'American Association of Physics Teachers (en) en mémoire du physicien Paul E. Klopsteg (en)